# Saiko (chanteur)
Pour les articles homonymes, voir Saiko.
Miguel Cantos Gómez plus connu sous le nom de Saiko, né le 25 mai 2002 à Armilla à Grenade, est un chanteur espagnol de reggaeton et trap latino.

## Biographie
Miguel Cantos Gómez est né le 25 mai 2002 à Armilla, dans la banlieue de Grenade.Dès son plus jeune âge, il s'intéresse à la musique et participe à des battles de rap dans sa ville. Il commence à rapper à l'âge de quatorze ans et forme un duo avec son frère en 2017 .

## Carrière musicale
En 2020, Saiko commence sa carrière solo avec la sortie de son premier single, Te quiero fuera. Cette même année, il commence à collaborer avec son manager actuel, surnommé "La Mano de Oro", qui joue un rôle clé dans son évolution artistique. Ce n’est qu’en 2022, avec la sortie de Polaris, que l’artiste originaire de Grenade accède à la célébrité. Avant ce succès, il avait déjà travaillé aux côtés d’artistes tels que Lola Índigo et Alejo sur Humedad Remix, ainsi qu’avec Quevedo sur Jordan I et Turbulencias. Ce dernier titre rassemble également Juseph, Fabio Colloricchio, La Pantera et le producteur Kabasaki. Polaris remporte un succès retentissant et est certifié disque d’or en Espagne.
En avril 2023, après avoir obtenu un disque d’or pour Polaris, Saiko sort un nouveau single intitulé Supernova. Ce titre connaît un immense succès grâce à son refrain inspiré de la chanson Un violinista en tu tejado de Melendi ,. Rapidement, Supernova atteint la première place du classement des singles en Espagne.
La même année, il décroche un disque d’or pour Las Bratz (Remix), un single collaboratif avec JC Reyes, Juseph, Aissa Aslani, El Bobe et Nickzzy. Fort du succès de Polaris, Saiko lance également Polaris Remix, où il s’entoure d’artistes renommés comme Quevedo, Mora et Feid. Comme attendu, cette version remixée devient l’une des chansons phares de l’été 2023 ,.
Grâce à ce succès, Saiko consolide sa position dans l’industrie musicale, multipliant les collaborations. Il s’associe à Omar Montes pour Arena y Sal, puis à Mora et Sech pour Café Malibú. Il collabore également avec Mora sur Reina, un single extrait du nouvel album de ce dernier. Reina rencontre un immense engouement, se hissant directement en tête des classements espagnols, débutant numéro 1 sur Spotify Espagne et numéro 15 au niveau mondial .
Le 14 septembre 2023, Saiko a donné un concert gratuit à Madrid aux côtés de Quevedo. Quelques jours plus tard, le 21 septembre, il a rempli les arènes de Grenade en un temps record, les billets s’écoulant en seulement cinq minutes. Ce même jour, il sort le single Buenas en collaboration avec Quevedo, qui atteint rapidement la première place des classements en Espagne ,.
Le 14 décembre 2023, Saiko dévoile son EP Saliendo del planeta, comprenant des titres tels que Corleone, en featuring avec Yandel et produit par Sky, ainsi que Siempre vas a volver en duo avec Polimá Westcoast. Il présente cet EP comme un avant-goût de son prochain album, intitulé Sakura.
Le 17 avril 2024, Saiko révéle la tracklist de son premier album, Sakura, via un post Instagram. Ce même jour, il publie le clip vidéo de l'une des nouvelles chansons de l'album, Yo lo soñé, en collaboration avec Omar Montes et avec la participation d'Ilia Topuria.
L’album Sakura est sorti le 26 avril 2024 sur toutes les plateformes. Il se compose de 16 titres et inclut des collaborations avec des artistes tels que J Balvin, Bryant Myers, JC Reyes, Dei V, Mora et Dellafuente, entre autres. Parmi ces morceaux, la chanson Dellafuente occupe une place particulière pour Saiko en raison de sa forte signification sentimentale, liée aux événements marquants qu’il a vécus avec le chanteur.

## Discographie

### Albums
| Titre  | Détails de l'album                                                                          | Meilleures classement dans les charts | Certifications    |
| Titre  | Détails de l'album                                                                          | ESP                                   | Certifications    |
| ------ | ------------------------------------------------------------------------------------------- | ------------------------------------- | ----------------- |
| Sakura | - Sortie : 26 avril 2024 - Label : Saikoneta - Format : Téléchargement numérique, streaming | 1                                     | - PROMUSICAE : Or |

### EP
| Titre                | Détails de l'album                                                                              | Meilleures classement dans les charts | Meilleures classement dans les charts |
| Titre                | Détails de l'album                                                                              | SPA                                   |                                       |
| -------------------- | ----------------------------------------------------------------------------------------------- | ------------------------------------- | ------------------------------------- |
| Sortie de la planète | - Sortie : 22 décembre 2023 - Étiquettes : Saiko - Format : Téléchargement numérique, streaming | 10                                    |                                       |

### Single

#### En tant qu'artiste principal
| Titres                                                                        | Année | Meilleures classement dans les charts | Certifications            | Album             |
| Titres                                                                        | Année | ESP                                   | Certifications            | Album             |
| ----------------------------------------------------------------------------- | ----- | ------------------------------------- | ------------------------- | ----------------- |
| Cosas Que No Te Dije                                                          | 2021  | 15                                    | - PROMUSICAE: 3× Platinum | Non-album singles |
| Polaris (avec Came Beats)                                                     | 2022  | 29                                    | - PROMUSICAE: Platinum    | Non-album singles |
| Tuenti (remix) (avec Raul Clyde)                                              | 2022  | 88                                    | - PROMUSICAE: Platinum    | Non-album singles |
| Sikora (avec The Prodiguez)                                                   | 2023  | 42                                    | - PROMUSICAE: Platinum    | Non-album singles |
| Las Bratz (remix) (Avev Aissa and JC Reyes, Nickzzy, El Bobe, Juseph and GIO) | 2023  | 30                                    | - PROMUSICAE: 2× Platinum | Non-album singles |
| Supernova                                                                     | 2023  | 1                                     | - PROMUSICAE: 5× Platinum | Sakura            |
| Arena y Sal (with Omar Montes and Tunvao)                                     | 2023  | 6                                     | - PROMUSICAE: 4× Platinum | Non-album singles |
| Polaris (remix) (avec Quevedo,Feid & Mora)                                    | 2023  | 1                                     | - PROMUSICAE: 6× Platinum | Sakura            |
| Café Malibú (avec Sech & Mora)                                                | 2023  | 13                                    | - PROMUSICAE: Platinum    | El Broke Hills    |
| Antidepresivos                                                                | 2023  | 18                                    | - PROMUSICAE: 2× Platinum | Non-album singles |
| Carnet (with Caleb Calloway)                                                  | 2023  | 78                                    | - PROMUSICAE: Gold        | Non-album singles |
| Te Menti (avec Ozuna & Ovy on the Drums)                                      | 2023  | 31                                    | - PROMUSICAE: Gold        | Non-album singles |
| Buenas (with Quevedo)                                                         | 2023  | 1                                     | - PROMUSICAE: 3× Platinum | Non-album singles |
| Una Bachata (avec Lola Indigo)                                                | 2024  | 9                                     | - PROMUSICAE: Platinum    | GRX               |
| Desataaa (avec Ovy on the Drums & Myke Towers)                                | 2024  | 6                                     | - PROMUSICAE: Platinum    | Cassette 01       |
| Bahamas (avec Manuel Turizo)                                                  | 2024  | 55                                    |                           | Non-album singles |
| Yo Lo Soñé (avec Omar Montes)                                                 | 2024  | 3                                     | - PROMUSICAE: Platinum    | Sakura            |
| 3 Caídas                                                                      | 2024  | 22                                    |                           | Sakura            |
| Nana del Hilo Rojo (avec Sky Rompiendo)                                       | 2024  | 28                                    |                           | Sakura            |
| Ángel de la Guarda (Póstumo)                                                  | 2024  | 97                                    |                           | Sakura            |
| Perros&Gata$ (avec Nicki Nicole)                                              | 2024  | 33                                    |                           | Non-album singles |
| Gaga (avec J Balvin)                                                          | 2024  | 45                                    |                           | Rayo              |
| Eroticaaaaaaa (avec Gonzy)                                                    | 2024  | 43                                    |                           | Rayo              |

#### En tant qu'artiste vedette
| Titre                                                                                                 | Année | Meilleures classement dans les charts | Certifications | Album             |
| Titre                                                                                                 | Année | ESP                                   | Certifications | Album             |
| --- | ----- | ------------------------------------- | -------------- | ----------------- |
| Arène et Soleil (remix) (Omar Montes, Anitta, Sech featuring Yandel, Saiko, FMK, Lit Killah & Tunvao) | 2023  | 75                                    |                | Non-album singles |

### Autres chansons classées
| Titre                           | Année | Meilleur position dans les charts | Certifications            | Album                |
| Titre                           | Année | ESP                               | Certifications            | Album                |
| ------------------------------- | ----- | --------------------------------- | ------------------------- | -------------------- |
| Reina (avec Mora)               | 2023  | 1                                 | - PROMUSICAE: 4× Platinum | Estrella             |
| Corleone (avec Yandel)          | 2023  | 16                                | - PROMUSICAE: Gold        | Saliendo del Planeta |
| Extasisssssss                   | 2023  | 3                                 | - PROMUSICAE: Gold        | Saliendo del Planeta |
| Feliz Navidad                   | 2023  | 91                                |                           | Saliendo del Planeta |
| XXX_Rosario_XXX                 | 2023  | 28                                |                           | Saliendo del Planeta |
| Luna (avec Dellafuente)         | 2024  | 13                                |                           | Sakura               |
| Boreal (avec Sky Rompiendo)     | 2024  | 40                                |                           | Sakura               |
| Hey BB                          | 2024  | 34                                |                           | Sakura               |
| Como Suenan las Estrellas       | 2024  | 27                                |                           | Sakura               |
| Cometa Halley (avec J Balvin)   | 2024  | 26                                |                           | Sakura               |
| La Rijana (avec Caleb Calloway) | 2024  | 79                                |                           | Sakura               |
| Eskeleto (avec Bryant Myers)    | 2024  | 12                                | - PROMUSICAE: Gold        | Sakura               |
| Badgyal (avec JC Reyes & Dei V) | 2024  | 1                                 | - PROMUSICAE: 3× Platinum | Sakura               |
| Finales de Agosto               | 2024  | 66                                |                           | Sakura               |